# Lake Merritt Plaza
Le Lake Merritt Plaza est un gratte-ciel de 113 mètres de hauteur construit en 1985 à Oakland dans l'agglomération de San Francisco en Californie aux États-Unis. Il abrite des bureaux sur 27 étages.
En 2014 c'est le troisième plus haut gratte-ciel d'Oakland.
L'architecte est l'agence Hellmuth, Obata & Kassabaum